# Street Fighter II: Hyper Fighting
Street Fighter II: Hyper Fighting, выпущенный в Японии под названием Street Fighter II Dash Turbo: Hyper Fighting (яп. ストリートファイターIIダッシュターボ -HYPER FIGHTING-, надпись стилизована Street Fighter II′ Turbo), — компьютерная игра в жарне файтинг, выпущенная для аркадных автоматов компанией Capcom в 1993 году. Она является третьей в промежуточной серии игр Street Fighter II (основная серия носит название Street Fighter). Выпущенная менее чем через год после предыдущей игры, Hyper Fighting имеет более высокую скорость поединков и несколько новых специальных приёмов для ряда персонажей; также были внесены изменения, связанные с балансом игровых персонажей.
Street Fighter II: Hyper Fighting стала последней аркадной игрой в серии Street Fighter, вышедшей на аркадной системе CP System. Следующая игра Super Street Fighter II вышла уже на системе CP System II.

## Игровой процесс
Street Fighter II: Hyper Fighting наследует элементы игрового процесса от предыдущей игры серии Street Fighter II: Champion Edition. Скорость игрового процесса Hyper Fighting увеличилась по сравнению с предыдущими частями серии. В результате нажатие правильных кнопок джойстика в нужное время для исполнения специальных приёмов, а также комбинированных ударов, стало ещё более сложным, чем в Champion Edition.
Практически все персонажи, за исключением Гайла и четырёх боссов (Балрог, Вега, Сагат, М. Байсон), получили по крайней мере один новый специальный приём. Это было сделано для того, чтобы компенсировать ряд слабостей, которые бойцы имели в предыдущих играх серии. Другие приёмы были также модифицированы и сбалансированы. Кроме того, для каждого персонажа был создан дополнительный костюм вместо тех, которые были представлены в Champion Edition.
Варианты концовок, которые можно увидеть после завершения игры в однопользовательском режиме, идентичны тем, которые были доступны в Champion Edition. Однако была добавлена сцена, в которой игровой персонаж стоит на пьедестале победителя. Обычно по левую и правую сторону от него располагаются Байсон и Сагат.

## Версии игры

### Super NES
Hyper Fighting была портирована на Super Nintendo Entertainment System и поступила в продажу под названием Street Fighter II Turbo: Hyper Fighting 11 июля 1993 года в Японии и в августе 1993 года в Северной Америке и странах региона PAL. Для портирования игры за основу была взята Street Fighter II (версия для SNES), однако объём памяти игрового картриджа был увеличен до 20 мегабит. В этой версии имеется два режима игры: «Турбо», который полностью совпадает с режимом игры оригинальной Hyper Fighting, а также «Нормальный», который похож на режим Champion Edition. Скорость игры можно настраивать в режиме «Турбо».
Изменение громкости голоса персонажа при выполнении им специальной атаки различной мощности было убрано, однако закадровый голос, объявляющий родную страну каждого бойца, был снова внедрён. Графика каждой концовки была немного изменена для бо́льшего соответствия аркадной версии игры. Также были добавлены звуковые эффекты, которые слышны после каждого поединка. Впоследствии они были добавлены в Super Street Fighter II.

### Sega Genesis
Версия Hyper Fighting для Sega Genesis была выпущена 28 сентября 1993 года в Японии под названием Street Fighter II Dash Plus: Champion Edition и в октябре 1993 года в Северной Америке и Европе под названием Street Fighter II: Special Champion Edition. Это была первая игра Street Fighter II, портированная на Sega Genesis. Она продавалась на картридже объёмом 24 мегабита.
Версия для Genesis изначально была анонсирована вместе с версией для PC Engine. Планировалось, что это будет портированная версия Champion Edition. На первых скриншотах, выпущенных для ознакомления, была обрезана верхняя часть экрана, на которой располагаются шкалы здоровья персонажей, набранные очки и временной лимит поединка. Однако выпуск игры был отложен для улучшения графики и добавления дополнительных возможностей (взятых из версии для SNES). В результате, название было изменено на Special Champion Edition. Примерно в это же время был создан шестикнопочный контроллер для Genesis. Поэтому для игры подходит как оригинальный трёхкнопочный джойстик (три кнопки используются для выполнения атак), так и новый шестикнопочный. При использовании трёхкнопочного контроллера игру нельзя поставить на паузу, так как кнопка «Start» используется для переключения между ударами руками и ногами.
Special Champion Edition имеет два режима игры: «Чемпион» с правилами Champion Edition, а также «Гипер» с оригинальными правилами Hyper Fighting (которые похожи на используемые в версии для SNES). Эта была первая версия Street Fighter II для игровой консоли, во вступительном ролике которой сражаются два мастера боевых искусств перед востороженной публикой.

## Отзывы
| Сводный рейтинг | Сводный рейтинг |
| Агрегатор       | Оценка          |
| --------------- | --------------- |
| GameRankings    | 73,37 %         |

## Список литературы
- Studio Bent Stuff. All About Capcom Head-to-Head Fighting Games 1987-2000 (неопр.). — Dempa Publications, Inc., 2000. — (A.A. Game History Series (Vol. 1)). — ISBN 4-88554-676-1.